# Mahaly
Mahaly is een plaats en commune in het zuiden van Madagaskar, behorend tot het district Amboasary Sud, dat gelegen is in de regio Anosy. Tijdens een volkstelling in 2001 telde de plaats 10.950 inwoners.
De plaats biedt alleen lager onderwijs aan. 80% van de bevolking werkt er als landbouwer, 10% houdt zich bezig met veeteelt en 9% verdient zijn brood als visser. Het belangrijkste landbouwproduct is maniok, andere belangrijke producten zijn pinda's, mais en rijst. Verder is 1% actief in de dienstensector.